# Renholmen
Renholmen is een Zweeds schiereiland. Het schiereiland was in vroeger tijden een rotseiland in de Lule-archipel. Het is in de loop der eeuwen door de postglaciale opheffing vast komen te zitten aan het vasteland van Zweden. Renholmen heeft haar hoogste punt in de Renberget van ongeveer 45 meter hoogte. Naar het voormalige eiland zijn een aantal eilandjes genoemd: Renholmsgrönnan, Lill-Renholmsgrundet met daaraan vast Norra Rensgrundet, Stor-Renholmsgrundet en Sör-Rengrundet